# Burgkapelle Lochstedt

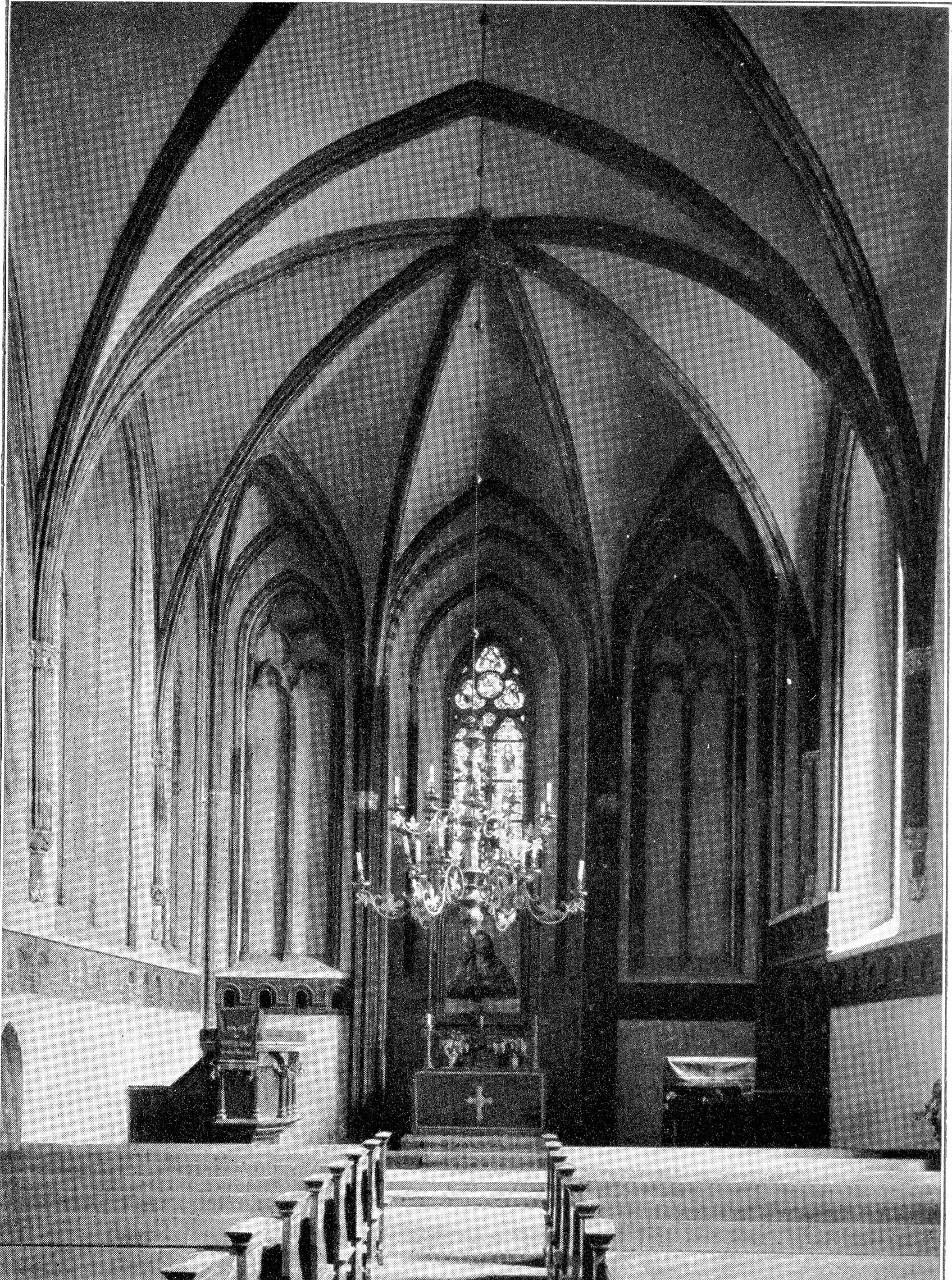
Burgkapelle Lochstädt

Kirchort Lochstädt, am Frischen Haff, südwestlich von Fischhausen und nordnordöstlich des Ostsee-Badeorts Neuhäuser, auf einer Landkarte von 1910

Die Burgkapelle Lochstädt war ein Teil der Burg Lochstedt und entstand im letzten Jahrzehnt des 13. Jahrhunderts in gotischem Stil und war von 1670 bis 1945 die evangelische Pfarrkirche für das Kirchspiel des dann untergegangenen Ortes Lochstädt (russisch: Pawlowo) im ostpreußischen Landkreis Fischhausen in der heute russischen Oblast Kaliningrad (Gebiet Königsberg (Preußen)).

## Geographische Lage
Das Dorf Lochstädt lag am Frischen Haff im Südwestzipfel des Samlandes, etwa vier Kilometer Luftlinie südwestlich der Stadt Fischhausen. Vor 1945 konnte es über die damalige deutsche Reichsstraße 131 (später: russische Fernstraße A 193) oder die Bahnstation Neuhäuser (heute russisch: Metschnikowo) der Pillau Seestad–Fischhausen–Königsberg (Pr) der früheren Ostpreußischen Südbahn erreicht werden. Die Burg Lochstädt mit der Burgkapelle befand sich im Süden des Dorfes zwischen der Straße und der Bahnlinie. Das Burggelände liegt heute im Bereich des Stadtkreises Baltijsk.

## Burgkapelle
„Die Kapelle ist genau wie im Hochschlosse zu Marienburg mit zwei Kreuzgewölbenjochen und einem Dreiviertelstern, welcher ‚aus je zwei Diensten der Chorwand und der beiden Seitenwände entspringt. Die Wanddienste je zunächst einer Chorecke verbinden sich direkt durch Gurte und schneiden dreieckige Eckfelder ab, welche selbstständig mit einem dreiappigen Gewölbe geschlossen sind.‘ Dadurch wird das Chorjoch als ein polygon gestaltetes, und durch diesen Kunstgriff empfängt der Beschauer den Eindruck einer polygonen Schlussentwicklung des Chorraums. Die zierlichen Laubwerkkapitellen versehenen Gewölberippen ruhen auf korbförmigen Kapitellen mit manigfaltigen Skulturenschmuck. Sie stehen auf kurzen Kalksteinsäulchen, welche aus Wimpergkronen entspringen. Unter der Fensterbank läuft ringsum mit flachem Rankenwerk über und in den Rundbögen bedeckt ist. (Derselbe Schmuck findet sich aus denselben Formen hergestellt am Hochschlosse zu Marienburg, wie er sich auch 1887 in Brandenburg fand.)“

In der Ordenszeit wurde in Tenkitten (heute russisch: Beregowoje), dem Ort, an dem er wahrscheinlich den Märtyrertod erlitt, dem Adalbert von Prag eine Kirche, die St.-Adalberts-Kirche, geweiht. Sie wurde 1525 in eine evangelische Pfarrkirche umgewidmet. Am 24. November 1669 stürzte sie wegen Baufälligkeit ein. Daraufhin wurde der Gottesdienst von Tenkitten in das nahegelegene Lochstädt verlegt, um fortan bis 1945 in der Kapelle der dortigen Burganlage gefeiert zu werden.
Bei der Burgkapelle Lochstädt handelte es sich um einen einschiffigen gotischen Bau aus den Jahren 1290 bis 1300, der im Südflügel der Burganlage untergebracht war. Seine Gewölbe vermittelten durch die Einfügung von Dreiecksklappen vor der Ostwand den Eindruck eines polygonalen Raumabschlusses. In der angefügten Sakristei verwahrte man den Beichtstuhl aus der St.-Adalberts-Kirche. Da deren Altar nach Marienburg (heute polnisch: Malbork) verbracht worden war, wurde er in der Lochstädter Burgkapelle durch eine neuere Arbeit ersetzt. Ebenso waren die Kanzel, der Taufstein und die Orgel neu.
Am Ende des Zweiten Weltkrieges blieb der halbhohe Südflügel mit der Sakristei sowie ein Westflügel erhalten. In den 1960er Jahren wurde die Burgreste abgerissen.

## Marienaltar aus Tenkitten

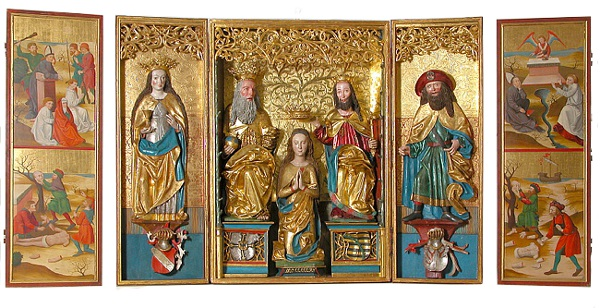
Marienaltar aus Tenkitten

Der Marienaltar aus Tenkitten im Samland zeigt Krönung der Mutter Gottes im mittleren Schrank sowie die Hl. Barbara und der Hl. Jacobus auf den Seitenflügeln. Dieser Altar von 1504 – vermutlich aus einer Nürnberger Werkstatt – war ein gemeinschaftliches Geschenk des Hochmeisters Friedrich von Meißen, des Lochstädter Pflegers von Reitzenstein und des Bernsteinmeisters Leo von Waiblingen an die Kirche in Tenkitten. Nach dem Einsturz der Kirche gelangte er kurzzeitig in die Burgkapelle von Lochstedt, wurde aber bald darauf verkauft. Es ist darauf zu schließen, dass auch Lochstedt immer ein Ort der Verehrung des Heiligen Adalbert gewesen ist. Später erwarb Herr von Blell–Tüngen den Altar und spendete ihn nebst vielen anderen Sammlerstücken der Marienburg. Heute ist er im Marienburger Museum zu besichtigen.

## Kirchengemeinde
Bereits in vorreformatorischer Zeit war Lochstädt ein Kirchdorf, damals – ab 1422/24 – mit der St. Adalbertskirche in Tenkitten. Lochstädt gehörte jedoch zur Muttergemeinde der Kirche Alt Pillau (heute Stadtgebiet von Baltijsk). Nach Verlegung des Gottesdienstortes in die Burgkapelle Lochstädts wurde die Kirche Alt Pillau bis 1885 Filialgemeinde im Kirchspiel Lochstädt, danach war sie selbständig. Die Geistlichen der Pfarrei Lochstädt hatten weiterhin in Tenkitten (Beregowoje) ihren Wohnsitz. Bei der Volkszählung im Jahr 1925 gehörten 1092 Gemeindeglieder in acht Kirchspielorten zur Lochstädter Kirchengemeinde. Sie war bis 1945 dem Kirchenkreis Fischhausen (Primorsk) in der Kirchenprovinz Ostpreußen der Kirche der Altpreußischen Union zugeordnet.

### Kirchspielorte
Zum Lochstädter Kirchspiel gehörten vor 1945 acht Kirchspielorte:
| Deutscher Name | Russischer Name |
| -------------- | --------------- |
| Damerau        | Stepnoje        |
| Gaffken        | Parusnoje       |
| Kalkstein      | Uspeschnoje     |
| Legehnen       | Popowka         |
| Lochstädt      | Pawlowo         |
| Neuhäuser      | Metschnikowo    |
| Osterau        | Ossetrowo       |
| Tenkitten      | Beregowoje      |

### Pfarrer
Von der Reformation bis 1945 amtierten in Lochstädt (mit Wohnsitz in Tenkitten) 26 evangelische Geistliche:
- NN., 1525
- N. Brixius, bis 1580
- Arnold Hecker, 1580–1602
- Friedrich Reuß, ab 1602
- Johann Wilhelm Rhodius, ab 1604
- Georg Petersen, bis 1628
- Friedrich Grünenberg, 1628–1630
- Johann Thilo
- Joachim Settgast, bis 1656
- Heinrich Vasoldt, 1656–1684
- Johann Christoph Beyer, 1684–1698
- Christoph Vasoldt, 1698–1729
- Johann Jacob Vasoldt, 1729–1736
- Friedrich von Schäwen, 1737–1762
- Christian Wilhelm Brokowski, 1762–1791
- Samuel Krackau, 1791–1798
- Michael Theodor Nagel, 1799–1808
- Carl Sigismund Kepper, 1808–1815
- Johann Gottfried Schultz, 1815–1824
- Carl G. Adolf Hoffmann, 1824–1839
- Conrad Wilhelm Hübner, 1839–1881[7]
- Paul Theodor Schmidt, 1883–1887
- Carl Robert Erdmann Heger, 1888–1906
- Edmund Albert W. Johannes Pauly, 1906–1923
- Hans Hermenau, 1923–1924
- Walter Becker, 1925–1945

### Kirchenbücher
Von den Kirchenbüchern der Pfarrei Lochstädt (bis 1885 auch der Kirche Alt Pillau) haben sich erhalten und werden im Evangelischen Zentralarchiv in Berlin-Kreuzberg aufbewahrt:
- Taufen: 1663 bis 1944
- Trauungen: 1684 bis 1944
- Begräbnisse: 1684 bis 1944.

Zum Teil sind die Kirchenbücher mit Namensregistern versehen. Außerdem gibt es eine Chronik der Jahre 1768 bis 1791 sowie des Jahres 1807.

## Bilder

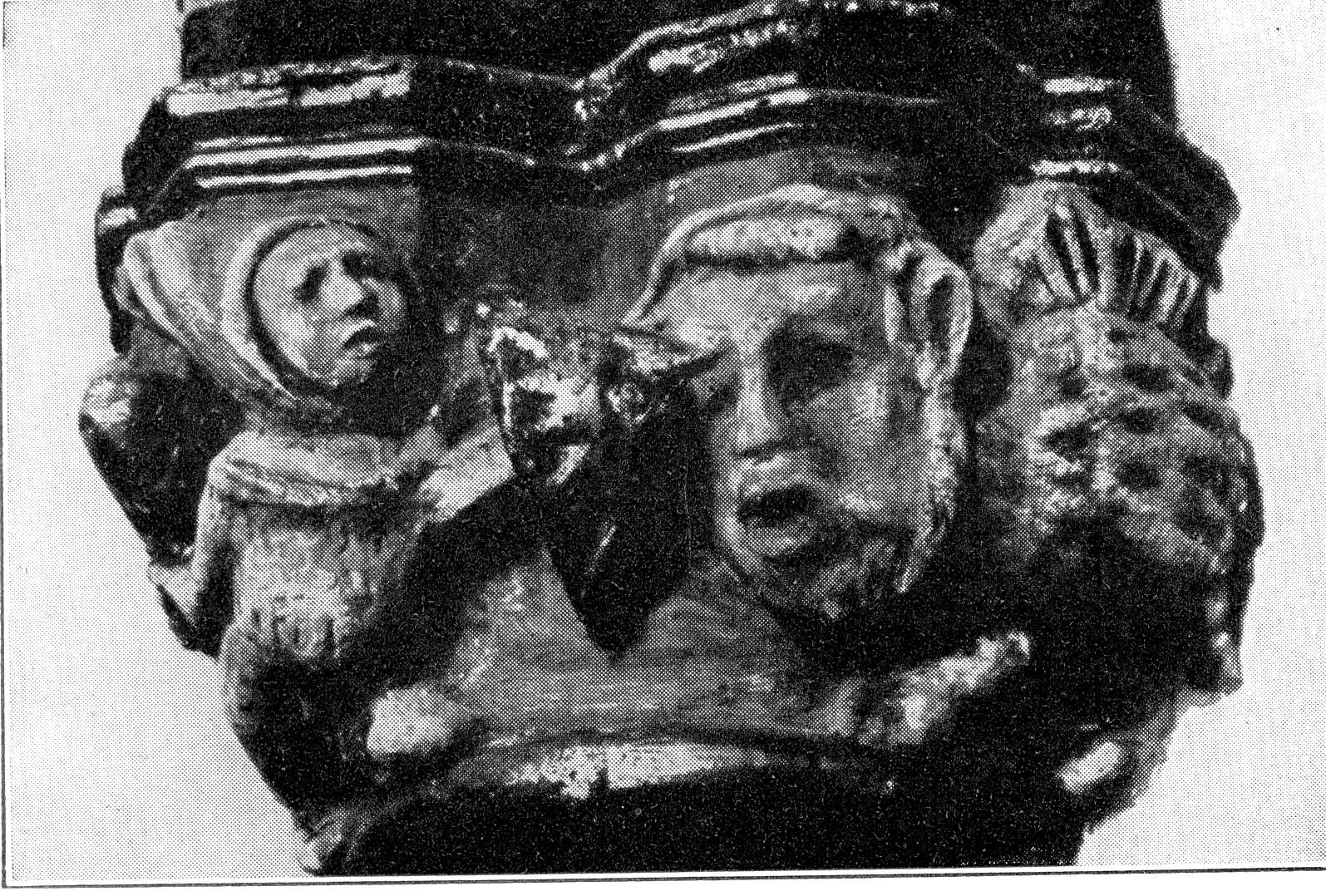
Kapitel in der Kapelle
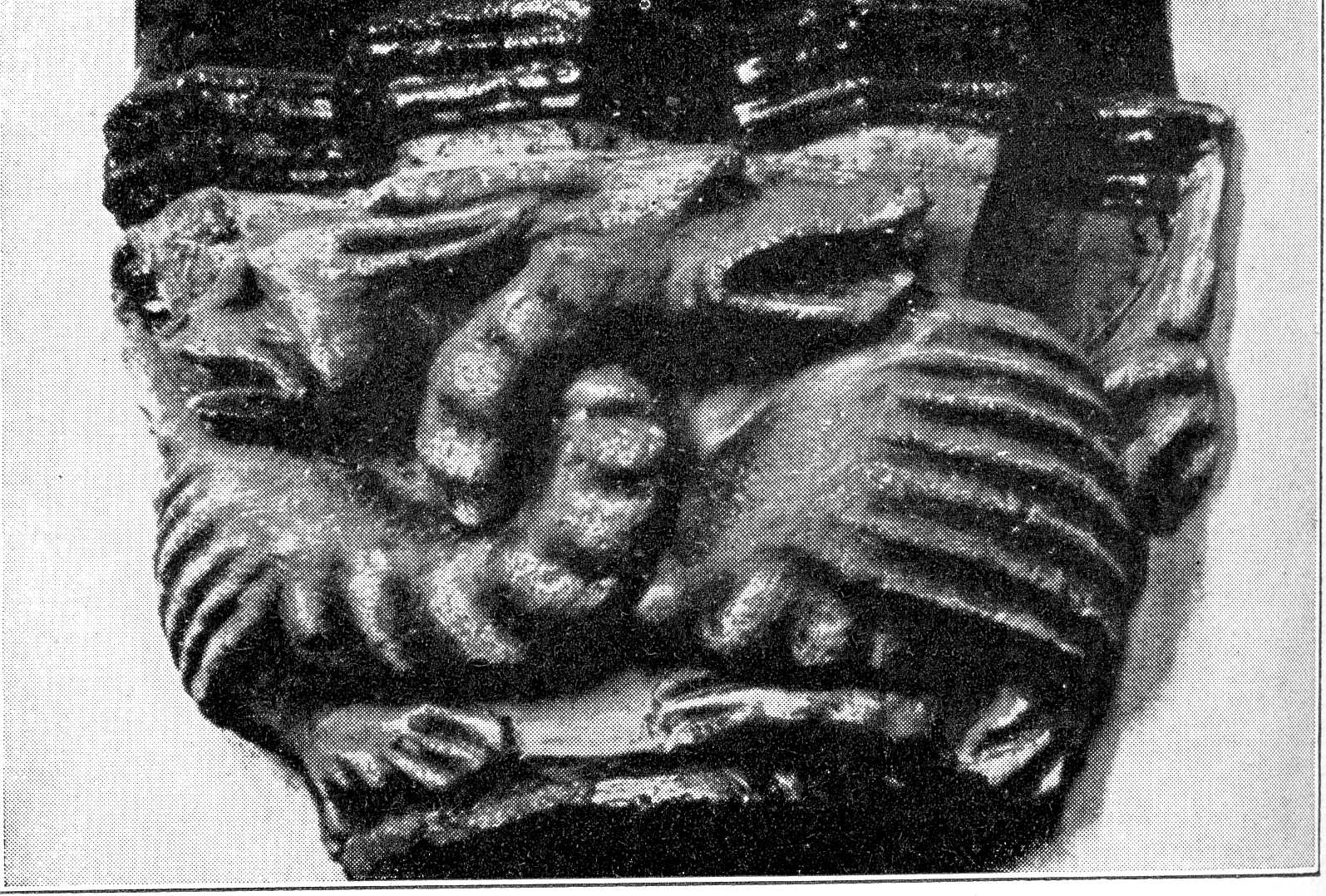
Kapitel in der Kapelle
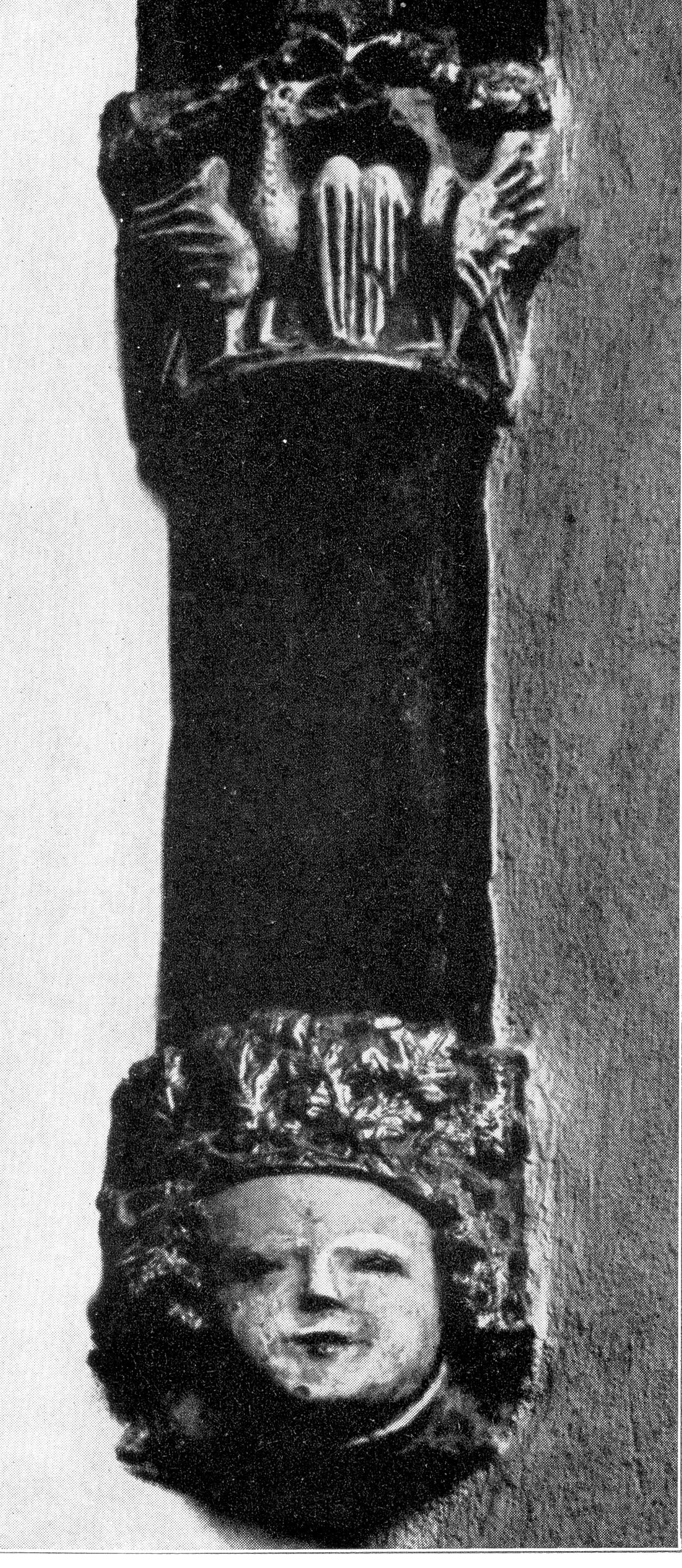
Konsole mit Kapitel
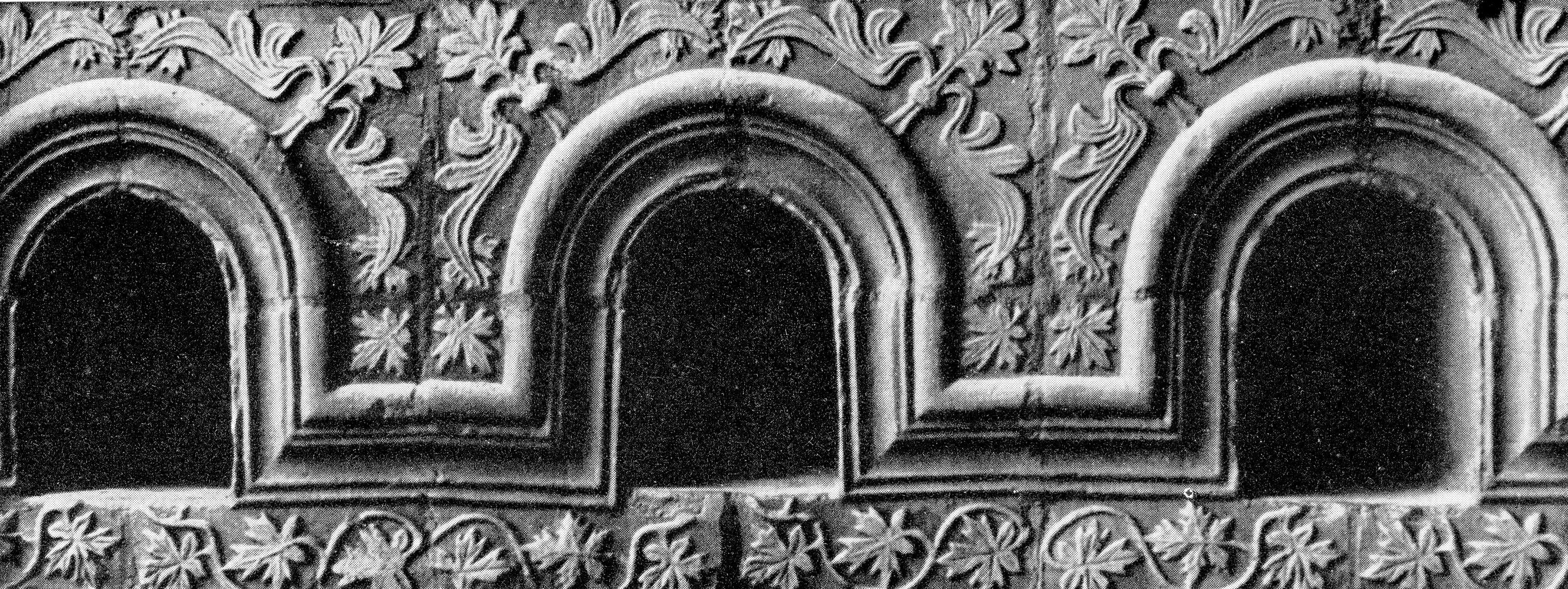
Schmuckfries in der Kapelle
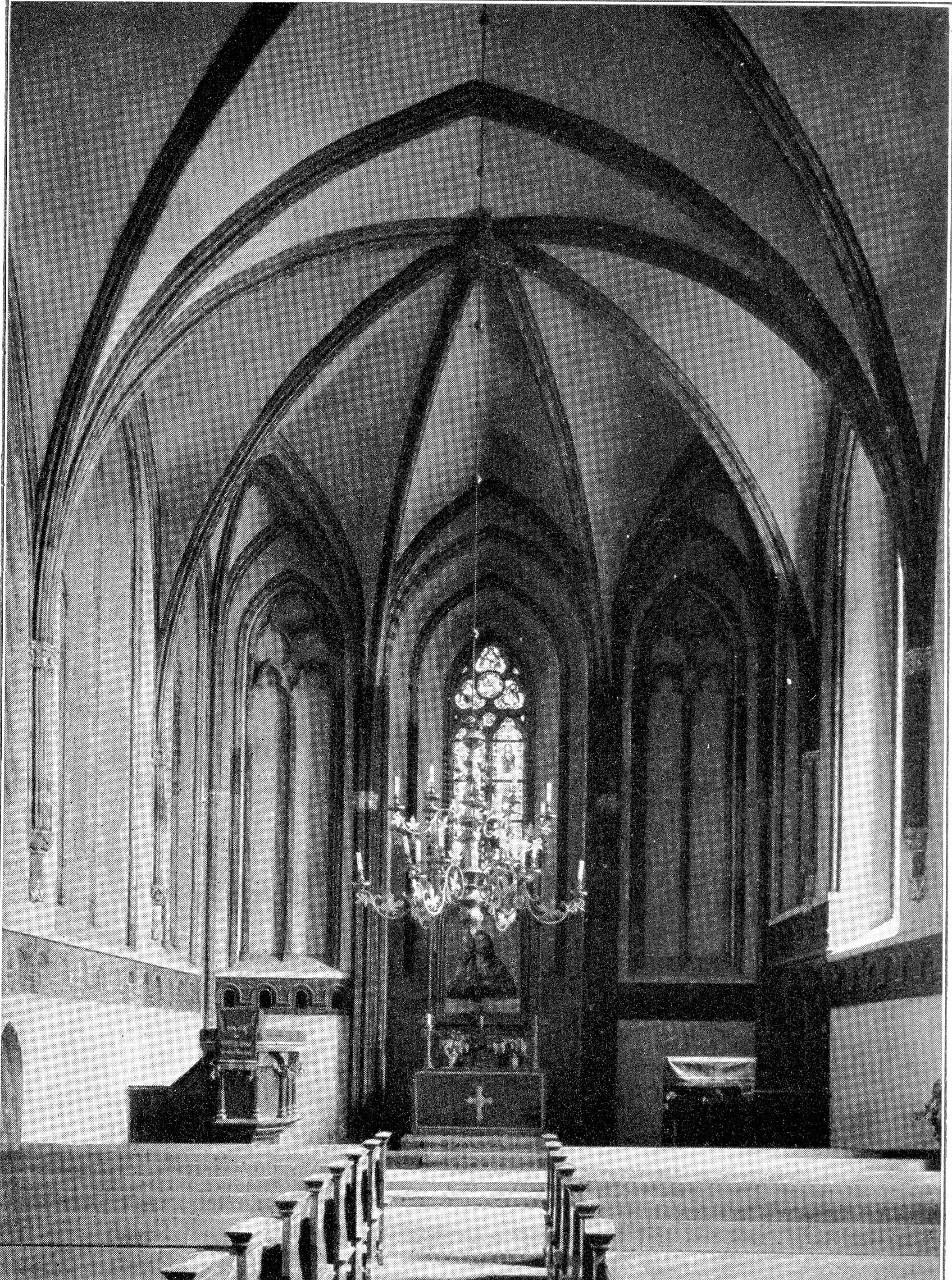
Kapelle